# ۵۴ ارابه‌ران
۵۴ ارابه‌ران یک ستاره است که در صورت فلکی ارابه‌ران قرار دارد.